# Rudnianska Lehota
Rudnianska Lehota (em húngaro: Rudnószabadi) é um município da Eslováquia, situado no distrito de Prievidza, na região de Trenčín. Tem 12,23 km² de área e sua população em 2018 foi estimada em 749 habitantes.

## Demografia
| Ano:        | 1994 | 2004   | 2014   | 2024   |
| ----------- | ---- | ------ | ------ | ------ |
| Broj ljudi: | 718  | 722    | 741    | 732    |
| Razlika:    |      | +0,55% | +2,63% | -1,21% |

| Ano:               | 2023 | 2024   |
| ------------------ | ---- | ------ |
| Número de pessoas: | 725  | 732    |
| Diferença:         |      | +0,96% |